# Birk Centerpark Station
Birk Centerpark Station er en dansk jernbanestation i bydelen Birk i Herning.
Stationen ligger på jernbanestrækningen mellem Skanderborg og Herning. Den betjener flere virksomheder, uddannelsesinstitutioner og et boligområde for studerende i det østlige Herning. Tæt ved stationen ligger desuden den kombinerede skulptur og udsigtspunkt Elia.

## Galleri
- Stationsskilt.
- Bænke og cykelstativer.
- Tog til Herning ankommer til tiden.
- Adgangsvej fra Birk Centerpark.